# Schendyla dalmatica
Schendyla dalmatica är en mångfotingart som beskrevs av Carl Graf Attems 1904. Schendyla dalmatica ingår i släktet Schendyla och familjen småjordkrypare.
Artens utbredningsområde är Kroatien. Inga underarter finns listade i Catalogue of Life.